# Oecumenische concilie
Een oecumenisch concilie (van het Griekse oikumene (οἰκουμένη), "de in bezit genomen aarde" en het Latijnse concilium, „gemeenschappelijke beraadslaging“) is de naam die wordt gegeven aan een congres waar leiders van kerkelijke organisaties samenkomen, zoals bisschoppen, patriarchen en andere kerkelijke gezagsdragers, om te discussiëren en beslissingen te nemen op allerlei terreinen die de organisatie en het bestuur van de kerk betreffen en de uitoefening van het geloof, de geloofsleer of dogma's-

## Oecumenisch
Het woord oecumenisch slaat in dit verband op het streven naar eenheid binnen de betreffende Katholieke Kerken.
De bewoonde wereld wordt in deze context door de meeste oosters-orthodoxe christenen opgevat als alle jurisdicties die de oosterse orthodoxie omvatten en die in volle communie met elkaar zijn. Daar hoort de Rooms-Katholieke Kerk niet bij. Waar een klein deel van de orthodoxen een concilie pas volledig oecumenisch beschouwd als alle oorspronkelijke patriarchaten vertegenwoordigd zijn, inclusief die van de Latijnse Kerk met hoofdzetel in Rome, is dit niet de mening van de hoofdstroom van de Orthodoxie.
Op soortgelijke wijze zien de leiders van de Rooms-Katholieke kerk de oecumene als alleen die kerken die in volle communie zijn met de Rooms-Katholieke Kerk. Ook hier zijn er enkele katholieken die vinden dat alleen mét de oosters-orthodoxe kerken werkelijk sprake kan zijn van een oecumenisch concilie. Volgens een moderne Rooms-Katholiek kerkelijk leider, paus Johannes Paulus II (1978-2005), zou de Kerk met twee longen moeten ademhalen.
Meerdere Katholieke kerken erkennen de beslissingen van alle concilies die plaatsvonden vóór het Grote Oost-West Schisma als oecumenisch, dus geldend voor alle Katholieke kerken, met uitzondering van het Vierde Concilie van Constantinopel, dat plaatsvond in 869-870 of in 879-880 afhankelijk van of men rooms-katholiek of orthodox is.

## Conciliedocumenten
Kerkconcilies waren vanaf het begin goed georganiseerde aangelegenheden. Geschreven documenten werden rondgestuurd, toespraken werden gehouden en beantwoord; er werd gestemd en de einddocumenten werden gepubliceerd en rondgestuurd. Een groot deel van wat bekend is over de denkbeelden van andersgelovigen, door de Katholiek kerk als "ketters" bestempeld, komt uit documenten die tijdens concilies werden aangehaald om ze te kunnen weerleggen of zelfs alleen maar van deducties op basis van die weerleggingen. De informatie die het tot bespreking op een concilie bracht, is naar alle waarschijnlijhkheid dus niet neutraal, maar moet begrepen worden vanuit de zienswijze van de Katholieke Kerken.

### Canoniek recht
Voor alle concilies werden canons (Grieks: κανονες (kanones), regels of uitvaardigingen) gepubliceerd die tot op heden bewaard zijn gebleven. In sommige gevallen zijn ook nog andere documenten bewaard gebleven. Het bestuderen van de canons van de kerkconcilies is de fundering van de ontwikkeling van het binnen de kerk geldend recht en in het bijzonder het met elkaar in harmonie brengen van schijnbaar tegenstrijdige canons of het vaststellen van welke canons prioriteit moeten krijgen. Canons bestaan uit doctrinaire verklaringen en disciplinaire maatregelen. De meeste kerkconcilies en lokale synodes hielden zich met disciplinaire zaken bezig, maar ook wel met grote doctrinaire problemen. De oosterse orthodoxie ziet over het algemeen de doctrinaire uitspraken als bindende dogma's en vindt dat ze tot in eeuwigheid van toepassing moeten blijven op de gehele kerk, terwijl de disciplinaire canons de toepassingen van die dogma's vormen voor één bepaalde plaats en tijd, maar niet altijd voor andere situaties.

## Overzicht van de eerste zeven oecumenische concilies

### 325Nicea I
Hier speelde de triniteit. Besloten werd dat de Zoon van hetzelfde wezen is als de Vader. Homo-ousios. Arianisme en modalisme werden verworpen en de Geloofsbelijdenis van Nicea werd aangenomen. Dit concilie en alle volgende concilies worden niet erkend door de niet-trinitaire kerken: unitariërs en Jehova's getuigen.

### 381Constantinopel I
Dit concilie heeft de Niceens-Constantinopolitaanse belijdenis vastgelegd. De Heilige Geest kan met de Vader en de Zoon aanbeden worden, maar werd er niet aan gelijkgesteld. Dus geen consubstantialiteit zoals van Christus met de Vader. Op deze wijze ontstond de nu nog gebruikte geloofsbelijdenis van het christendom. Het arianisme en het apollinarisme werden veroordeeld.

### 431EfezeI
Dit concilie verwierp het nestorianisme en verklaarde dat er in Christus geen twee personen naast elkaar stonden - God en een mens die Jezus heette - maar dat de godheid en de mensheid hypostatisch, in een persoon verenigd waren, de persoon van het Woord, Zoon van God. Daarom is Maria de moeder van Jezus. De maagd Maria werd tot Moeder van God uitgeroepen (Grieks: Η Θεοτόκος;). En de naam Theotokos werd definitief goedgekeurd. Dit concilie en alle volgenden worden niet erkend door de Oost-Syrische Kerk of Nestoriaanse Kerk.

### 451Chalcedon
Dit concilie verwierp de monofysitische doctrine van Eutyches. De monofysieten wilden geen onderscheid maken tussen de persoon (hypostasis) en de natuur (physis): als Christus één persoon is, zo beweerden zij, dan kan Hij geen twee naturen hebben maar slechts één, de goddelijke. Het concilie hield staande dat er twee naturen in de ene persoon van het Woord zijn en dat deze twee naturen verenigd zijn zonder in elkaar over te gaan, elkaar te wijzigen, te verdelen of te scheiden. Uitgesproken werd dat Jezus twee naturen heeft in één persoon verenigd, een menselijke en een goddelijke. De naturen zijn onvermengd en onveranderd (tegen Eutyches) en ongedeeld en ongescheiden (tegen Nestorius). De Chalcedonische geloofsbelijdenis wordt aangenomen. Dit concilie wordt niet erkend door de oriëntaals-orthodoxe kerken. De Kerk splitste zich af. De oriëntaals-orthodoxe kerken namen miafysitische geloofsbelijdenissen aan, waarin uitgesproken werd dat de twee naturen van Jezus zijn verenigd in één God-menselijke natuur, zonder vermenging, zonder scheiding, zonder verwarring en onveranderd. 

### 553Constantinopel II
Behandeld werd de dogmatische leer over de persoon van Christus. De keizer wilde deze leer ook aan het Westen opleggen. Keizer Justianus wilde aan de monofysieten, die hij tot de Kerk wilde terugbrengen, bewijzen dat het Concilie van Chalcedon niet in het nestorianisme vervallen was en daarom haalde hij dit nieuwe concilie over om drie theologen uit de 5e eeuw te veroordelen (de Drie Kapittels) die verdacht waren van Nestoriaanse neigingen.
Paus Vigilius keurde dit concilie pas goed nadat hij zich overtuigd had dat de leer van Chalcedon niet was gewijzigd. Het concilie bekrachtigde aldus Chalcedon en de eerdere concilies.

### 680-681Constantinopel III
Het monotheletisme werd besproken. Het monotheletisme, een afwijkende vorm van het monofysitisme, werd door de paus veroordeeld. Volgens het monotheletisme heeft Christus wel twee naturen maar slechts één wil: de goddelijke wil. Het concilie stelde daar tegenover dat de mensheid in Jezus Christus geen abstracte werkelijkheid is, maar dat deze zich uit in een eigen wil die vrij en in alles aan de goddelijke wil onderworpen is. Christus heeft dus twee willen. Er werd besloten: Christus is werkelijk God én werkelijk Mens. Het monotheletisme werd wel overgenomen door de Maronitische Kerk.

### 787Nicea II
Het iconoclasme (beeldenstrijd) werd behandeld. De verering van de beelden werd bestreden door verschillende iconoclastische byzantijnse keizers. Het concilie sprak zich uit over de rechtgelovige leer over de beelden iconen die Christus en de heiligen voorstellen; de Zoon van God is werkelijk vlees en een echte mens geworden: Hij kan dus uitgebeeld worden. Evenals de heiligen. De vraag was: mag men wel beelden vereren of niet? Deze beelden moeten vereerd worden, want het werkelijk voorwerp van de verering is degenen die ze voorstellen; maar ze kunnen niet het voorwerp worden van aanbidding (latreia) omdat men deze alleen voor God mag verrichten. Uitspraak: Geen latreia, wel dulia. (Geen aanbidding wel verering).
De eerste kerkelijke wetten werden uitgevaardigd.

## Acceptatie van de concilies

### Mormonisme: accepteren geen enkel concilie
De Kerk van Jezus Christus van de Heiligen der Laatste Dagen verwerpt de vroege oecumenische concilies omdat zij ze zien als misplaatste pogingen om zonder bijstand van God te beslissen over doctrines die zijn overgeleverd door middel van democratisch overleg en politiek in plaats van door middel van openbaring. Dat het bijeen roepen van dergelijke concilies zelfs maar overwogen is, is volgens deze kerk genoeg bewijs dat de originele kerk reeds afvallig was geworden en niet langer direct door goddelijke autoriteit geleid werd. Zij zien het uitroepen van dergelijke concilies door ongedoopte (laat staan belijdende) Romeinse Keizers als belachelijk en beweren dat de keizers de concilies gebruikten om door middel van hun politieke invloed het instituut van de Christelijke Kerk vorm te geven en naar hun hand te zetten.

### Niet-trinitaire kerken: accepteren geen enkel concilie
Het eerste en de daarop volgende concilies worden niet erkend door de niet-trinitaire kerken: unitariërs en de Jehova's getuigen

### De Oost-Syrische Kerk of Nestoriaanse Kerk
De Oost-Syrische Kerk aanvaardt alleen het Eerste Concilie van Nicaea en het Eerste Concilie van Constantinopel.

### Oriëntaalse Orthodoxie
De oriëntaals-orthodoxe kerken aanvaarden alleen Nicaea I, Constantinopel I en het Concilie van Efeze.

### Protestantisme: sommigen aanvaarden #1 - #7 met voorbehoud
Veel protestanten (vooral de lutheranen en de anglicanen) aanvaarden de leringen van de eerste zeven concilies, maar wijzen ze niet dezelfde autoriteit toe als de katholieken en de oosters-orthodoxen.
In de Protestantse Kerk in Nederland spelen de concilies hoegenaamd geen rol. De kerkorde stelt slechts het volgende:
- Het belijden van de kerk geschiedt in gemeenschap met de belijdenis van het voorgeslacht, zoals die is verwoord in de Apostolische geloofsbelijdenis, de geloofsbelijdenis van Nicea en de geloofsbelijdenis van Athanasius - waardoor de kerk zich verbonden weet met de algemene christelijke Kerk -,

Na de komma volgen dan vervolgens veel latere ontwikkelingen, namelijk uit de tijd van de reformatie.
Sommige protestanten, waaronder enkele fundamentalistische en niet-trinitaire kerken, veroordelen de oecumenische concilies om andere redenen. Onafhankelijke kerken zoals Anabaptisten, Baptisten, Pinkstergemeenten en andere autonome kerken verwerpen iedere betrokkenheid van welke regering of bindende autoriteit dan ook bij zaken van hun eigen plaatselijke gemeenten. Het wel of niet conformeren met de beslissingen van deze concilies wordt bij hen als een volledig vrijwillige aangelegenheid beschouwd en de concilies worden alleen dáár bindend geacht waar ze zich direct op de Schrift beroepen. Veel van deze kerken verwerpen het idee dat iemand anders dan de auteurs van de Bijbel andere christenen met beroep op goddelijk gezag direct zouden mogen leiden. Zij houden vol dat ná het Nieuwe Testament de deuren van de openbaring zijn dicht gegaan. Ze beschouwen nieuwe doctrines die niet van de verzegelde canon van de Bijbelse geschriften afkomstig zijn, als onmogelijk en onnodig of ze nu worden voorgesteld door kerkconcilies of door meer recente profeten. Zij die de concilies steunen, stellen daar tegenover dat de concilies geen nieuwe doctrines gemaakt hebben, maar slechts doctrines die al in de Schrift stonden hebben verduidelijkt, die door ketterse christenen verkeerd waren geïnterpreteerd.

### Oosterse Orthodoxie: aanvaarden #1 - #7; sommigen aanvaarden ook #8 en #9
Volgens een deel van de oosterse orthodoxie, is er na het Zevende Oecumenische Concilie geen synode of concilie meer bijeen geweest met dezelfde draagwijdte als welke van de Oecumenische concilies dan ook. Lokale bijeenkomsten van de hiërarchie zijn pan-orthodox genoemd, maar dit waren zonder uitzondering gewone bijeenkomsten van lokale hiërarchen van een oosters-orthodoxe jurisdictie die betrokken waren bij een specifieke, lokale zaak. Op deze wijze bezien, zijn er sinds 787 geen volledige pan-orthodoxe (oecumenische) concilies meer geweest.
Anderen daarentegen, waaronder de 20e-eeuwse theologen Metropoliet Hierotheos (Vlachos) van Nafpaktos, Fr. Johannes S. Romanides en Fr. George Metallinos (die herhaaldelijk spreken over het Achtste en Negende Oecumenische Concilie), Fr. George Dragas en de Encykliek van de oosterse patriarchen uit 1848 (die nadrukkelijk spreekt over het Achtste Oecumensische Concilie en dat werd ondertekend door de patriarchen van Constantinopel, Jeruzalem. Antiochië en Alexandrië zowel als door de synoden van de eerste drie), beschouwen andere concilies ná het Zevende Oecumenische Concilie als oecumenisch. Zij die deze concilies als oecumenisch beschouwen, karakteriseren de beperking van het aantal concilies tot slechts zeven als het resultaat van de invloed van Jezuïeten in Rusland, als onderdeel van de zogenaamde westerse gijzeling van de orthodoxie.

### Rooms-katholicisme: aanvaarden #1 - #21
Zowel de katholieken als de oosters-orthodoxen erkennen de zeven concilies uit de vroege jaren van de kerk, maar katholieken aanvaarden nog eens veertien concilies die in latere tijden door de paus zijn bijeen geroepen. Deze worden volledig verworpen door de oosterse orthodoxie omdat zij ervan uitgaan dat Rome nog altijd in een schisma met de kerk verkeert.
Met het oog op de katholiek-orthodoxe verzoening zal de status van deze concilies afhangen van het al dan niet erkennen van de rooms-katholieke kerkleer, met als essentieel punt het pauselijk primaatschap, dan wel het uitsluitend aanvaarden van de Orthodoxe kerkleer waarin het college van autocefale kerken het laatste woord heeft.
In het eerste geval zouden de additionele concilies (vanaf het achtste) de status van oecumenisch worden toegekend. In het andere geval zouden ze beschouwd moeten worden als lokale synodale besluiten zonder autoriteit over de autocefale oosters-orthodoxe kerken.
De eerste zeven concilies (vanaf Nicea 325) werden door de keizers van Constantinopel bijeen geroepen. De meeste geschiedkundigen zijn het erover eens dat de keizers op deze wijze de christelijke bisschoppen dwongen hun conflicten bij te leggen en tot een consensus te komen. De bedoeling was via het handhaven van de eenheid in de Kerk de eenheid in het Rijk te bewaren.

## Wereldraad van Kerken
Bijeenkomsten van de Wereldraad van Kerken kunnen in taalkundige zin beschouwd worden als oecumenische concilies. Echter, geen van de deelnemende kerken kent aan deze bijeenkomsten dezelfde status toe als aan de zeven oecumenische concilies uit het verleden. De Wereldraad van Kerken is ook niet bevoegd om enigerlei beslissing aan de deelnemers op te leggen, dit in tegenstelling tot de concilies.